# اچ‌ام‌اس مونتسرات (کی۵۸۶)
اچ‌ام‌اس مونتسرات (کی۵۸۶) (به انگلیسی: HMS Montserrat (K586)) یک کشتی بود که طول آن ۳۰۳ فوت ۱۱ اینچ (۹۲٫۶۳ متر) بود. این کشتی در سال ۱۹۴۳ ساخته شد.